# Scaptomyza infurcula
Scaptomyza infurcula är en tvåvingeart som beskrevs av Hardy 1965. Scaptomyza infurcula ingår i släktet Scaptomyza och familjen daggflugor. Inga underarter finns listade i Catalogue of Life.